# Push Push (canção)
"Push Push" é o single de estreia do grupo feminino sul-coreano Sistar. Foi lançado em 3 de junho de 2010, pela Starship Entertainment.

## Lançamento
Sistar lançou o teaser de seu single "Push Push" em 31 de maio de 2010. O vídeo teaser revela as meninas com uma aparência corajosa e sensual, ostentando novos estilos. O single foi lançado em lojas de músicas e sites musicais em 3 de junho de 2010. O videoclipe oficial foi revelado no mesmo dia.
Em 22 de agosto de 2010, Sistar lançou o vídeo de ensaio da sua faixa "Push Push".
A canção foi composta e produzida por Brave Brothers.

## Promoções
Sistar fez sua estreia nos palcos no Music Bank em 4 de junho de 2010. O grupo também apresentou "Push Push" em outros programas musicais, como M Countdown, Show! Music Core e Inkigayo, nos meses de junho e julho.

## Lista de faixas
| Lista de faixas |                            |                |         |  |
| N.º             | Título                     | Letras         | Duração |  |
| 1.              | "Here We Come"             | Brave Brothers | 1:08    |  |
| 2.              | "Push Push"                | Brave Brothers | 3:08    |  |
| 3.              | "Oh Baby"                  | Brave Brothers | 3:07    |  |
| 4.              | "Push Push" (instrumental) | Brave Brothers | 3:08    |  |
| Duração total:  | Duração total:             | Duração total: | 10:31   |  |

## Desempenho nas paradas
O single estreou em 9° na tabela sul-coreana da Gaon Music Chart. Ele ficou em número 59 na tabela anual de singles com 1.779.327 de cópias vendidas.
| Parada                  | Melhor posição |
| ----------------------- | -------------- |
| Gaon Weekly Album Chart | -              |

| Parada              | Vendas                 |
| ------------------- | ---------------------- |
| Gaon vendas físicas | 5.000+ (Coreia do Sul) |

| "Push Push" | 9 |

## Créditos
- Hyolyn - vocais, rap
- Soyou - vocais
- Dasom - vocais
- Bora - vocais, rap
- Brave Brothers - produção, composição, arranjo, música